# Campeonato Argentino Juvenil 1988
El Campeonato Argentino Juvenil de 1988 fue la décimo-séptima edición del torneo para seleccionados juveniles (menores de 19 años) de las uniones regionales afiliadas a la  Unión Argentina de Rugby. Se llevó a cabo entre el 9 de julio y el 4 de septiembre de 1988. Por primera vez, la Unión de Rugby Austral fue designada como sede de las fases finales del torneo, con los encuentros disputándose en la ciudad de Comodoro Rivadavia, Provincia del Chubut.
Participaron por primera vez del torneo cuatro nuevas uniones regionales: la Unión de Rugby del Centro de la Provincia de Buenos Aires, la Unión de Rugby del Oeste de Buenos Aires, la Unión de Rugby del Río Paraná y la Unión de Rugby del Río Uruguay. Si bien estas uniones no estaban afiliadas a la Unión Argentina de Rugby en aquel entonces, las mismas fueron autorizadas a intervenir como uniones invitadas en reconocimiento de su desarrollo y cantidad de clubes agrupados.
El seleccionado de Buenos Aires logró su décimo-cuarto título al imponerse en la final a uno de los campeones defensores, la Unión de Rugby de Rosario, 47-19.

## Equipos participantes
Participaron de esta edición veintidós equipos: veintiún uniones provinciales y la Unión Argentina de Rugby, representada por el seleccionado de Buenos Aires.  
| Equipo              | Unión                                                     |
| ------------------- | --------------------------------------------------------- |
| Alto Valle          | Unión de Rugby del Alto Valle de Río Negro y Neuquén      |
| Austral             | Unión de Rugby Austral                                    |
| Buenos Aires        | Unión Argentina de Rugby                                  |
| Centro              | Unión de Rugby del Centro de la Provincia de Buenos Aires |
| Chubut              | Unión de Rugby del Valle del Chubut                       |
| Córdoba             | Unión Cordobesa de Rugby                                  |
| Cuyo                | Unión de Rugby de Cuyo                                    |
| Entre Ríos          | Unión Entrerriana de Rugby                                |
| Jujuy               | Unión Jujeña de Rugby                                     |
| Mar del Plata       | Unión de Rugby de Mar del Plata                           |
| Misiones            | Unión de Rugby de Misiones                                |
| Nordeste            | Unión de Rugby del Nordeste                               |
| Oeste               | Unión de Rugby del Oeste de Buenos Aires                  |
| Río Paraná          | Unión de Rugby del Río Paraná                             |
| Río Uruguay         | Unión de Rugby del Río Uruguay                            |
| Rosario             | Unión de Rugby de Rosario                                 |
| Salta               | Unión de Rugby de Salta                                   |
| San Juan            | Unión Sanjuanina de Rugby                                 |
| Santa Fe            | Unión Santafesina de Rugby                                |
| Santiago del Estero | Unión Santiagueña de Rugby                                |
| Sur                 | Unión de Rugby del Sur                                    |
| Tucumán             | Unión de Rugby de Tucumán                                 |

## Eliminatoria
Se disputó un encuentro eliminatorio para definir la clasificación a la Zona 3.
| 9 de julio | Mar del Plata | 41 - 6 | Centro | Mar del Plata, |  |

## Primera fase

### Zona 1
La Unión Jujeña de Rugby actuó como sede de la Zona 1.
|  | Semifinales         | Semifinales         | Semifinales |         |                     | Final               | Final       | Final       |  |
|  | 16 de julio         | 16 de julio         | 16 de julio |         |                     | 17 de julio         | 17 de julio | 17 de julio |  |
|  |                     |                     |             |         |                     |                     |             |             |  |
|  |                     |                     |             |         |                     |                     |             |             |  |
|  | Jujuy               | Jujuy               | 4           |         |                     |                     |             |             |  |
|  | Jujuy               | Jujuy               | 4           |         |                     |                     |             |             |  |
|  | Santiago del Estero | Santiago del Estero | 14          |         |                     |                     |             |             |  |
|  | Santiago del Estero | Santiago del Estero | 14          |         | Santiago del Estero | Santiago del Estero | 12          |             |  |
|  |                     |                     |             |         | Santiago del Estero | Santiago del Estero | 12          |             |  |
|  |                     |                     | Tucumán     | Tucumán | 37                  |                     |             |             |  |
|  | Tucumán             | Tucumán             | Tucumán     | Tucumán | 37                  | 28                  |             |             |  |
|  | Tucumán             | Tucumán             |             |         |                     | 28                  |             |             |  |
|  | Salta               | Salta               | 0           |         |                     |                     |             |             |  |
|  | Salta               | Salta               | 0           |         |                     |                     |             |             |  |
|  |                     |                     |             |         |                     |                     |             |             |  |

### Zona 2
La Unión Santafesina de Rugby actuó como sede de la Zona 2.
|  | Semifinales | Semifinales | Semifinales |         |          | Final       | Final       | Final       |  |
|  | 16 de julio | 16 de julio | 16 de julio |         |          | 17 de julio | 17 de julio | 17 de julio |  |
|  |             |             |             |         |          |             |             |             |  |
|  |             |             |             |         |          |             |             |             |  |
|  | Santa Fe    | Santa Fe    | 41          |         |          |             |             |             |  |
|  | Santa Fe    | Santa Fe    | 41          |         |          |             |             |             |  |
|  | Misiones    | Misiones    | 3           |         |          |             |             |             |  |
|  | Misiones    | Misiones    | 3           |         | Santa Fe | Santa Fe    | 6           |             |  |
|  |             |             |             |         | Santa Fe | Santa Fe    | 6           |             |  |
|  |             |             | Córdoba     | Córdoba | 24       |             |             |             |  |
|  | Córdoba     | Córdoba     | Córdoba     | Córdoba | 24       | 86          |             |             |  |
|  | Córdoba     | Córdoba     |             |         |          | 86          |             |             |  |
|  | Río Uruguay | Río Uruguay | 4           |         |          |             |             |             |  |
|  | Río Uruguay | Río Uruguay | 4           |         |          |             |             |             |  |
|  |             |             |             |         |          |             |             |             |  |

### Zona 3
La Unión de Rugby del Valle del Chubut actuó como sede de la Zona 3.
|  | Semifinales   | Semifinales   | Semifinales |     |              | Final        | Final | Final |  |
|  |               |               |             |     |              |              |       |       |  |
|  |               |               |             |     |              |              |       |       |  |
|  | Chubut        | Chubut        | 0           |     |              |              |       |       |  |
|  | Chubut        | Chubut        | 0           |     |              |              |       |       |  |
|  | Buenos Aires  | Buenos Aires  | 95          |     |              |              |       |       |  |
|  | Buenos Aires  | Buenos Aires  | 95          |     | Buenos Aires | Buenos Aires | 36    |       |  |
|  |               |               |             |     | Buenos Aires | Buenos Aires | 36    |       |  |
|  |               |               | Sur         | Sur | 12           |              |       |       |  |
|  | Sur           | Sur           | Sur         | Sur | 12           | 33           |       |       |  |
|  | Sur           | Sur           |             |     |              | 33           |       |       |  |
|  | Mar del Plata | Mar del Plata | P.P.        |     |              |              |       |       |  |
|  | Mar del Plata | Mar del Plata | P.P.        |     |              |              |       |       |  |
|  |               |               |             |     |              |              |       |       |  |

### Zona 4
La Unión Entrerriana de Rugby actuó como sede de la Zona 4.
|  | Semifinales | Semifinales | Semifinales |         |            | Final      | Final | Final |  |
|  |             |             |             |         |            |            |       |       |  |
|  |             |             |             |         |            |            |       |       |  |
|  | Entre Ríos  | Entre Ríos  | 40          |         |            |            |       |       |  |
|  | Entre Ríos  | Entre Ríos  | 40          |         |            |            |       |       |  |
|  | Río Paraná  | Río Paraná  | 0           |         |            |            |       |       |  |
|  | Río Paraná  | Río Paraná  | 0           |         | Entre Ríos | Entre Ríos | 3     |       |  |
|  |             |             |             |         | Entre Ríos | Entre Ríos | 3     |       |  |
|  |             |             | Rosario     | Rosario | 21         |            |       |       |  |
|  | Rosario     | Rosario     | Rosario     | Rosario | 21         | 42         |       |       |  |
|  | Rosario     | Rosario     |             |         |            | 42         |       |       |  |
|  | Nordeste    | Nordeste    | 3           |         |            |            |       |       |  |
|  | Nordeste    | Nordeste    | 3           |         |            |            |       |       |  |
|  |             |             |             |         |            |            |       |       |  |

### Zona 5
La Unión de Rugby del Alto Valle de Río Negro y Neuquén actuó como sede de la Zona 5.
|  | Semifinales | Semifinales | Semifinales |          |      | Final | Final | Final |  |
|  |             |             |             |          |      |       |       |       |  |
|  |             |             |             |          |      |       |       |       |  |
|  | Alto Valle  | Alto Valle  | 3           |          |      |       |       |       |  |
|  | Alto Valle  | Alto Valle  | 3           |          |      |       |       |       |  |
|  | Cuyo        | Cuyo        | 47          |          |      |       |       |       |  |
|  | Cuyo        | Cuyo        | 47          |          | Cuyo | Cuyo  | 12    |       |  |
|  |             |             |             |          | Cuyo | Cuyo  | 12    |       |  |
|  |             |             | San Juan    | San Juan | 18   |       |       |       |  |
|  | San Juan    | San Juan    | San Juan    | San Juan | 18   | 38    |       |       |  |
|  | San Juan    | San Juan    |             |          |      | 38    |       |       |  |
|  | Oeste       | Oeste       | 0           |          |      |       |       |       |  |
|  | Oeste       | Oeste       | 0           |          |      |       |       |       |  |
|  |             |             |             |          |      |       |       |       |  |

## Cuartos de final
Se disputaron dos encuentros interzonales clasificatorios para las semifinales del torneo, enfrentando a los ganadores las zonas 1 y 2 (la Unión de Rugby de Tucumán y la Unión Cordobesa de Rugby) y las zonas 4 y 5 (la Unión de Rugby de Rosario y la Unión Sanjuanina de Rugby).
| 24 de julio | Córdoba | 11 - 18 | Tucumán | Córdoba, |  |

| 24 de julio | San Juan | 13 - 19 | Rosario | San Juan, |  |

## Fase final
La Unión de Rugby Austral clasificó directamente a semifinales por ser sede de las fases finales.
|  | Semifinales     | Semifinales     | Semifinales     |              |         | Final           | Final           | Final           |  |
|  | 3 de septiembre | 3 de septiembre | 3 de septiembre |              |         | 4 de septiembre | 4 de septiembre | 4 de septiembre |  |
|  |                 |                 |                 |              |         |                 |                 |                 |  |
|  |                 |                 |                 |              |         |                 |                 |                 |  |
|  | Austral         | Austral         | 26              |              |         |                 |                 |                 |  |
|  | Austral         | Austral         | 26              |              |         |                 |                 |                 |  |
|  | Rosario         | Rosario         | 36              |              |         |                 |                 |                 |  |
|  | Rosario         | Rosario         | 36              |              | Rosario | Rosario         | 19              |                 |  |
|  |                 |                 |                 |              | Rosario | Rosario         | 19              |                 |  |
|  |                 |                 | Buenos Aires    | Buenos Aires | 47      |                 |                 |                 |  |
|  | Tucumán         | Tucumán         | Buenos Aires    | Buenos Aires | 47      | 9               |                 |                 |  |
|  | Tucumán         | Tucumán         |                 |              |         | 9               |                 |                 |  |
|  | Buenos Aires    | Buenos Aires    | 23              |              |         |                 |                 |                 |  |
|  | Buenos Aires    | Buenos Aires    | 23              |              |         |                 |                 |                 |  |
|  |                 |                 |                 |              |         |                 |                 |                 |  |

|                      |
| Buenos Aires Campeón |
| Décimo-cuarto título |